# Вудмир (Њујорк)
Вудмир (енгл. Woodmere) насељено је место без административног статуса у америчкој савезној држави Њујорк.

## Демографија
По попису из 2010. године број становника је 17.121, што је 674 (4,1%) становника више него 2000. године.
| Група             | 2000.          | 2010.          |
| Белци             | 14.854 (90,3%) | 14.738 (86,1%) |
| Афроамериканци    | 274 (1,7%)     | 710 (4,1%)     |
| Азијати           | 613 (3,7%)     | 790 (4,6%)     |
| Хиспаноамериканци | 587 (3,6%)     | 790 (4,6%)     |
| Укупно            | 16.447         | 17.121         |